# Jaíba
Jaíba är en kommun i Brasilien.   Den ligger i delstaten Minas Gerais, i den östra delen av landet, 500 km öster om huvudstaden Brasília. Antalet invånare är 33 587.
Omgivningarna runt Jaíba är huvudsakligen savann. Runt Jaíba är det glesbefolkat, med 12 invånare per kvadratkilometer.